# هاري هايدن
هاري هايدن هو ممثل كندي، ولد في 8 نوفمبر 1882 بنوفا سكوشا في كندا، وتوفي في 24 يوليو 1955 في الولايات المتحدة.

## أعمال

### أفلام
- (1938) كنتاكي
- (1939) السيد سميث يذهب إلى واشنطن
- (1941) زهور وسط الغبار
- (1942) كبرياء اليانكيز
- (1942) يانكي دودل داندي
- (1943) مرحا فريسكو مرحا
- (1944) منذ أن رحلت
- (1950) دخيل في الغبار

## وصلات خارجية
- هاري هايدن على موقع IMDb (الإنجليزية)
- هاري هايدن على موقع ألو سيني (الفرنسية)
- هاري هايدن على موقع تيرنر كلاسيك موفيز (الإنجليزية)
- هاري هايدن على موقع أول موفي (الإنجليزية)
- هاري هايدن على موقع قاعدة بيانات برودواي على الإنترنت (الإنجليزية)
- هاري هايدن على موقع قاعدة بيانات الأفلام السويدية (السويدية)
- هاري هايدن على موقع قاعدة بيانات الفيلم (الإنجليزية)
- هاري هايدن على موقع كينوبويسك (الروسية)